# Индже, Мухаррем
Мухаррем Индже (тур. Muharrem İnce, род. 4 мая 1964, Эльмалык, Ялова) — турецкий преподаватель, политик и председатель Партии Отчизны. Был кандидатом в президенты от Республиканской народной партии на президентских выборах в Турции в 2018 году. Выдвинут кандидатом в президенты от Партии Отчизны на президентских выборах 2023 года в Турции.
Индже, который входил в парламент в качестве депутата РНП от Яловы на всех всеобщих выборах, проведенных в период с 2002 по 2015 год, продолжал исполнять обязанности заместителя председателя группы РНП в течение двух сроков. После президентских выборов в Турции в 2014 году он ушел с поста заместителя председателя группы, чтобы конкурировать с Кемалем Кылычдароглу на 18-м внеочередном съезде Народно-республиканской партии, состоявшемся 18 августа 2014 года. Он стал кандидатом в президенты от РНП на президентских выборах в Турции в 2018 году и стал вторым, получив голоса 30,67% граждан, принявших участие в выборах.

## Биография
Родился 4 мая 1964 года в деревне Эльмалык провинции Ялова в семье Шерифа и Зекие. По отцовской линии он происходит из Салоников, а по материнской из района Чайэли, провинции Ризе. Получив начальное образование в селе, где он родился, среднее образование в Яловской средней школе и среднее образование на токарно-выравнивающем отделении Яловской промышленно-профессиональной средней школы, он окончил физико-химический факультет Неджатибейского педагогического факультета в Балыкесире, который в то время был филиалом Университета Улудаг.
В качестве учителя физики работал в различных средних школах и частных учебных заведениях, а также работал директором. Некоторое время он был представителем Яловаспор и провинциальным председателем Ассоциации кемалистской мысли.

## Политическая карьера

### 1995—2007
Будучи выдвинутым на второе место от Яловы Республиканской народной партией (РНП) на выборах 1995 года, он не смог пройти в парламент, потому что РНП не смогла получить место депутата от Яловы на этих выборах. В 1998 году он был избран председателем РНП в провинции Ялова. Во время выборов 1999 года он вел колонку под названием «Çalakalem» в местной газете Haberci.
Вошёл в парламент как депутат РНП от Яловы на выборах 2002 года. В этот период он работал над вопросами образования в парламенте и принимал участие в Национальной комиссии по образованию. Он выступил против внесенного в парламент предложения об отмене практики выпускников средних школ имам-хатипов с низким коэффициентом на вступительных экзаменах в вузы. Раскритиковал образование Билала Эрдогана в США, заявив, что он стал жертвой экзаменов по отбору студентов, потому что был выпускником средней школы имам-хатипов и поэтому учился в США, при условии, что решил не отдавать своих детей в частные школы по финансовым причинам. В то время как законопроект, направленный на решение проблемы коэффициента приема выпускников средних школ имам-хатипов в университет, обсуждался в Национальной комиссии по образованию Великого национального собрания Турции, Туран Чёмез сказал: — «Я был бы фермером, если бы не было школ имам-хатипов». на что Индже ему ответил; — «Если бы ты пошел сразу в среднюю школу, ты бы поступил в Оксфорд».

### 2007—2018
Индже, снова вошедший в парламент в качестве депутата РНП от Яловы на всеобщих выборах 2007 и 2011 годов, стал членом турецкой группы Парламентской ассамблеи тюркоязычных стран (TÜRKPA) на 24-м сроке.
Индже был известен своими выступлениями с критикой Партии Справедливости и Развития (ПСР) и Реджепа Тайипа Эрдогана. Его 10-минутная речь на Великом национальном собрании Турции 25 декабря 2009 года, в которой он критиковал работу правительства ПСР, достигла миллионов людей в социальных сетях и получила более ста тысяч комментариев на веб-сайтах многих газет и журналов.
Мухаррем Индже, известный своей оппозицией внутри партии, подал в отставку с поста заместителя председателя группы 18 августа 2014 года и объявил, что является кандидатом на пост председателя предстоящего конгресса. Он был выдвинут на пост президента с подписью 177 делегатов. На 18-м внеочередном съезде РНП, состоявшемся 5 сентября 2014 года, лидер Кемаль Кылычдароглу получил 740 голосов, а Мухаррем Индже занял второе место с 415 голосами.
Он снова вошел в парламент в качестве депутата РНП от Яловы на всеобщих выборах в июне 2015 года и ноябре 2015 года. 19 ноября 2015 года было собрано 500 подписей для внеочередного собрания, но внеочередное собрание не было проведено, так как не удалось собрать достаточное количество подписей. На 36-м очередном съезде РНП, состоявшемся в феврале 2018 года, он ещё раз бросил вызов председателю Кемалю Кылычдароглу, но Кылычдароглу получил 790 голосов, а Индже получил 447 голосов.

### Законопроекты, внесенные им в парламент
- Некоторые предложения по законам, которые Мухаррем Индже внес во время своего пребывания в должности заместителя с 2002 по 2018 год:
- Законопроект о внесении изменений в Закон о политических партиях
- Поправки к закону об изменении списков избирателей
- Поправка в закон о выборах депутатов
- Борьба с политической безнравственностью, Закон о политической этике
- Поправка к Закону о борьбе с терроризмом
- Поправка к Закону о труде
- Закон о премировании учителей в День учителя
- Предложение закона о снижении избирательного порога до 5 процентов
- Закон о гарантиях малообеспеченным, бесправным, детям-сиротам старше 65 лет
- Поправка к закону о социальном страховании и медицинском страховании
- Изменение в Законе о доходах
- О внесении дополнительной временной статьи в закон о защите прав потребителей
- Поправка к Закону о надбавках рядового и рядового служащего
- Поправки к закону о страховании от безработицы
- Закон о повышении дополнительных показателей и компенсации учителям
- Поправка к Закону о кредитно-общежитном учреждении высшего образования
- Поправка к Закону о специальном налоге на потребление
- Предложение закона о поклонении
- Предложение о двух премиях пенсионерам.
- Предложение закона о социальном обеспечении для сезонных рабочих

### Участие в президентских выборах 2018 года
Индже был выдвинут своей партией кандидатом в президенты на президентских выборах 2018 года в Турции 4 мая 2018 года. Это решение также означало, что срок полномочий Индже в качестве члена парламента, который он непрерывно занимал с 2002 года, истекает в день выборов.
В рамках этого процесса Инче провёл 107 митингов в 75 провинциях за 45 дней. Набрав на выборах 30,67% голосов (15 216 199 голосов), он стал кандидатом, набравшим второе место по количеству голосов. При таком количестве голосов кандидат от Республиканской народной партии (РНП) впервые за 41 год набрал более 30% голосов.
После выборов Индже и его сторонники призвали к созыву внеочередного съезда РНП, и среди делегатов РНП начался сбор подписей. Съезд не состоялся из-за недостаточного количества подписей.
Мухаррем Индже объявил в своем интервью 11 сентября 2019 года, что он будет кандидатом на следующих президентских выборах.

### Партия Отчизны
Обозреватель газеты Sözcü Рахми Туран в своей колонке от 20 ноября 2019 года заявил, что политик РНП отправился в Президентский комплекс и встретился с президентом Эрдоганом, а через три дня он заявил, что это имя Индже. Туран извинился после того как Индже опроверг это утверждение. Мухаррем Индже заявил в программе у Угура Дюндара 4 марта 2023 года, что это утверждение было признано ложным по решению суда и что он выиграл судебный процесс в размере 3 курушей, который он подал против журналиста Рахми Турана.
Информация о том, что Мухаррем Индже возглавит новое политическое движение, впервые появилась в статье журналиста газеты Hürriyet Ялчына Байэра от 31 июля 2020 года. В то время как Байер утверждал, что Инсе создаст партию после съезда РНП, Индже отверг эти обвинения, которые были в общественной повестке дня, 11 августа и сказал, что «на данный момент он не намерен создавать партию».
В годовщину Сивасского конгресса, 4 сентября 2020 года, Индже начал в Сивасе политическое движение под названием «Движение за Отчизну за тысячу дней». 8 декабря 2020 года он объявил, что покинет РНП и что движение «Отчизна» станет партией.
Он официально покинул РНП, проведя публичную пресс-конференцию 8 февраля 2021 года. Он преобразовал движение «Отчизна», существовавшее 17 мая 2021 года, в партию «Отчизна». По состоянию на 17 мая 2021 года является лидером партии. Что касается утверждений о том, что он хотел быть кандидатом в президенты 18 сентября 2021 года, он сказал: «Да, я хочу им быть. Объявляю: я кандидат кандидатов».

### Участие в президентских выборах 2023 года
Мухаррем Индже объявил, что является кандидатом в президенты на выборах, которые состоятся 14 мая 2023 года. Чтобы кандидатура Индже стала официальной, он должен собрать подписи ста тысяч избирателей в период с 22 по 27 марта 2023 года. 25 марта 2023 года Индже собрал сто тысяч подписей. 11 мая 2023 года объявил о снятии своей кандидатуры с выборов.

## Личная жизнь
Он женат на Улькю Индже, учительнице географии из Балыкесира, и у них есть сын по имени Салих Арда Индже. Его отец Шериф Индже скончался 27 марта 2016 года. Его мать — Зекие Индже.
Помимо сборника стихов под названием «Tatanka», у него есть книга под названием «Buyurun Sayın İnce», в которой он собрал свои впечатления о Великом национальном собрании Турции. У него также есть книга под названием «Neden Hayır».